# Sedam gradova Cibole
Sedam gradova Cibole su bili gradovi koji su postojali u mitu koji je nastao oko godine 1150. kada su Mauri zauzeli Meridu u Španjoskoj.  Nakon mita o El Doradu ovo je jedan od najvećih konkvistadorskih mitova.
Po predaji, sedam je biskupa uz svoje sljedbenike pred muslimanskom invazijom pobjeglo preko Atlantika u zemlju imena Antilija. U godinama koje su uslijedile, kružile su glasine kako su sedmorica biskupa utemeljili sedam gradova. Nikad nije određeno gdje bi ti gradovi trebali biti.
Legenda kaže da su ti gradovi izrasli jako bogati, većinom od zlata i dragulja. Ta misao je vodila mnoge ekspedicije u potrazi za mitskim gradovima tijekom stoljeća. Mit se odnosio isprva na dva grada: Cibola i Quiviria.
Na neki način, mit je preživio do vremena kad su engleski istraživači bili u Novoj Engleskoj. Priča je bila hranjena neuspješnim ekspedicijama na Floridu 1529., kada je Pánfilo de Narváez po povratku u Španjolsku ispričao priču koju je čuo iz usta američkih Indijanaca. Priča je govorila o sedam gradova s velikim bogatstvom. Samo su četvorica ljudi preživjeli ekspediciju. Jedan od njih je bio Álvar Núñez Cabeza de Vaca koji je napisao Naufragios u kojem je opisao svoju pustolovinu pješice od obale Floride prema obali Sinaloa u Meksiku. Jedan od trojice preostalih preživjelih bio je i Maurin zvani Esteban (Estevanico). Mit o sedam zlatnih gradova je odveo konkvistadore prema sjeveru kroz Jornada del Muerto, Llano Estacado (Staked Plains) u kojima je nabrojao more trave, te napokon, francuske kolonizatore koji su uspješno spriječili njihov daljnji napredak na sjever.

## U potrazi za sedam zlatnih gradova
Nakon što su se pročule priče odbjeglih o gradovima s neograničenim bogatstvima na području Nove Španjolske, potkralj Antonio de Mendoza je organizirao ekspediciju predvođenu franjevcem zvanim Marcos de Niza, koji je poveo Estevanica kao svog vodiča. Za vrijeme puta, u mjestu zvanom Vacapa (vjerojatno na području današnje države Sonora) redovnik je poslao Estevanica u izvidnicu. Malo kasnije, Estevanico je sreo redovnika koji mu je rekao priče koje je čuo iz usta domorodaca o sedam gradova s ogromnim bogatstvima.
Kad je Marcos de Niza čuo toga čovjeka, pretpostavio je da se te priče odnose na "Sedam gradova Cibole i Quivirije".
Estevanico nije čekao fratra, već je nastavio put do mjesta Háwikuh, u današnjem New Mexicu, gdje je vjerojatno poginuo od ruke domorodaca a njegovi suradnici prisiljeni na bijeg.
Marcos de Niza se vratio u Mexico City te izjavio kako se ekspedicija nastavila unatoč Estevanicovoj smrti. Tvrdio je kako su oni vidjeli sedam zlatnih gradova, jako daleko i već od velikog Tenochtilana; u tom gradu, ljudi su rabili zlatno i srebrno posuđe, ukrašavali kuće tirkizom te posjedovali divovske bisere, smaragde i drugo drago kamenje.
Danas mnogi povjesničari tvrde kako su svo to zlato i dragulji u biti proizvod optičkih varki i fatamorgane.

## Druga ekspedicija
Nakon tih vijesti potkralj Antonio de Mendoza nije gubio vrijeme već je organizirao veliku vojnu ekspediciju kako bi došao u posjed bogatsva koje je redovnik opisao na tako živ način.
Po potkraljevoj naredbi Francisco Vásquez de Coronado je pokrenuo svoju ekspediciju uzevši redovnika za svog vodiča. Coronado se upustio s malo grupom istraživača iz mjesta Culiacán dne 22. travnja 1540. Dok je glavnina ekspedicije išla sporije pod zapovjedništvom Tristána de Arellana—u svakom španjolskom gradu ekspedicija se preoblikovala. Druga ekspedicija pod vodstvom Fernanda de Alarcóna je išla morskim putem kako bi osigurala zalihe za kopnenu ekspediciju.
Vásquez de Coronado je prešao preko države Sonora i stigao napodručje današnje Arizone. Tamo je pak otkrio da su priče koje je ispričao Marcos de Niza bile laži. Otkrio je da uopće nije bilo blaga kako ga je redovnik opisao. Otkrio je, suprotno redovnikovim tvrdnjama i proračunu, da nije bilo mora ni blizu te regije nego je pak bilo udaljeno mnoge dane puta.

## Velika Quivira
Danas postoji jedno naselje u državi New Mexico kojem je dano ime La Gran Quivira ("Velika Quivira").
U razdoblju španjolske kolonizacije, naselje je zvano Pueblo de Las Humanas.
Vásquez de Coronado je spomenuo urođeničko naselje Quivira, čiji se položaj danas ne zna. García López de Cárdenas se uputio u potragu za rijekom o kojoj je govorilo tamošnje pleme Hopi. Kad je García López došao u Grand Canyon i rijeku Colorado, rijeka je već bila posjećena i pokrštena tisućama stotinama milja odatle iz usta Francisco de Ulloa u rujnu 1539., koji je nazvao deltu  Ancón de San Andrés. Osim toga ,Fernando de Alarcón je već putovao 80 liga duž rijeke i nazvao je Río de Nuestra Señora del Buen Guía u kolovozu 1540.

## U popularnoj kulturi
Tema Sedam Gradova Cibole je nadahnjivala mnoge umjetnike. Pa tako možemo naći sljedeće pojave
- U videoigri Gun Quivira je glavno mjsto događanja.
- Knjiga The Stand, autora Stephena Kinga spominje junaka "Trashcan Man"-a koji otkriva Cibolu pokraj Las Vegasa
- Strip junaci Zagor, Ken Parker, kao i Pajo patak su otkrili Cibolu.
- Tema Cibole je uključena u film Nacionalno blago: Knjiga tajni u kojem je glavnu ulogu igrao Nicolas Cage